# Mông Hóa
Mông Hóa là một xã thuộc thành phố Hòa Bình, tỉnh Hòa Bình, Việt Nam.

## Địa lý
Xã Mông Hóa nằm ở phía đông bắc thành phố Hòa Bình, có vị trí địa lý:
- Phía đông giáp huyện Lương Sơn
- Phía tây giáp phường Kỳ Sơn
- Phía nam giáp phường Kỳ Sơn và xã Độc Lập
- Phía bắc giáp thành phố Hà Nội và các xã Hợp Thành, Quang Tiến.

Xã Mông Hóa có diện tích 43,86 km², dân số năm 2018 là 7.740 người, mật độ dân số đạt 176 người/km².

## Lịch sử
Trước năm 1945, Mông Hóa là một xã thuộc tổng Mông Hóa, châu Kỳ Sơn. Sau Cách mạng Tháng Tám, xã Mông Hóa thuộc huyện Kỳ Sơn.
Ngày 22 tháng 1 năm 1957, Ủy ban kháng chiến hành chính Liên khu 3 quyết định chia xã Mông Hóa thành 4 xã: Mông Hóa, Dân Hòa, Dân Hạ và Phúc Tiến.
Đến năm 2018, xã Mông Hóa có diện tích 21,50 km², dân số là 5.502 người, mật độ dân số đạt 256 người/km². Xã Dân Hòa có diện tích 23,66 km², dân số là 2.238 người, mật độ dân số đạt 95 người/km².
Ngày 17 tháng 12 năm 2019, Ủy ban Thường vụ Quốc hội ban hành Nghị quyết số 830/NQ-UBTVQH14 về việc sắp xếp các đơn vị hành chính cấp huyện, cấp xã thuộc tỉnh Hòa Bình (nghị quyết có hiệu lực từ ngày 1 tháng 1 năm 2020). Theo đó:
- Sáp nhập toàn bộ diện tích và dân số của huyện Kỳ Sơn vào thành phố Hòa Bình
- Sáp nhập toàn bộ diện tích và dân số của xã Dân Hòa trở lại xã Mông Hóa.